# غوتفريد راينهارد
غوتفريد راينهارد (بالإنجليزية: Gottfried Reinhardt)‏ (و. 1913 – 1994 م) هو مخرج أفلام، وكاتب سيناريو، ومنتج أفلام من الولايات المتحدة، والنمسا، ولد في برلين، توفي في لوس أنجلوس، عن عمر يناهز 81 عاماً، بسبب سرطان البنكرياس.

## التعليم
تعلم في Französisches Gymnasium Berlin ‏
.

## الخدمة العسكرية
خدم في القوات البرية للولايات المتحدة.

## وصلات خارجية
- غوتفريد راينهارد على موقع IMDb (الإنجليزية)
- غوتفريد راينهارد على موقع ألو سيني (الفرنسية)
- غوتفريد راينهارد على موقع أول موفي (الإنجليزية)
- غوتفريد راينهارد على موقع قاعدة بيانات برودواي على الإنترنت (الإنجليزية)
- غوتفريد راينهارد على موقع قاعدة بيانات الأفلام السويدية (السويدية)
- غوتفريد راينهارد على موقع قاعدة بيانات الفيلم (الإنجليزية)
- غوتفريد راينهارد على موقع كينوبويسك (الروسية)